# Ракуловський парк
Ракуловський парк — парк-пам'ятка садово-паркового мистецтва місцевого значення. Об'єкт розташований на території Подільському районі Одеської області, Піщанська сільська громада, Піщанське лісництво, кв. 62, д. 14, ур. «Ракулянський парк».
Площа — 4.1 га, статус отриманий у 1973 році.